# Clasamentul antrenorilor din Cupa României
Tabelul de mai jos cuprinde clasamentul antrenorilor din Cupa României, ordonat după numărul de trofee ale Cupei României câștigate. Cifrele sunt valabile la 17 iunie 2023. Antrenorul care stă pe bancă în ultima etapă a sezonului e considerat câștigătorul de drept al trofeului.

## Tabelul cronologic al antrenorilor câștigători
Actualizat la 24 mai 2025.
| Ediții                                                                                   | Antrenori               | Cupe | Sezoane | Cluburi                  | Note |
| ---------------------------------------------------------------------------------------- | ----------------------- | ---- | ------- | ------------------------ | --- |
| 1                                                                                        | Josef Uridil            | 1    | 1933-34 | Ripensia Timișoara       | Primul antrenor care a câștigat Cupa României.                                                                               |
| 2                                                                                        | Krüger                  | 1    | 1934-35 | CFR București            | CFR București azi FC Rapid București.                                                                                        |
| 3                                                                                        | Eugen Konrad            | 1    | 1935-36 | Ripensia Timișoara       | În acest sezon a reușit eventul.                                                                                             |
| 4                                                                                        | Kálmán Konrád           | 1    | 1936-37 | Rapid București          | |
| 5                                                                                        | Ștefan Auer             | 1    | 1937-38 | Rapid București          | |
| 6                                                                                        | Ștefan Auer             | 2    | 1938-39 | Rapid București          | Primul antrenor care a câștigat două cupe consecutive.                                                                       |
| 7                                                                                        | Alfréd Schaffer         | 1    | 1939-40 | Rapid București          | |
| 8                                                                                        | Ștefan Auer             | 3    | 1940-41 | Rapid București          | |
| 9                                                                                        | Iuliu Baratky           | 1    | 1941-42 | Rapid București          | |
| 10                                                                                       | ?                       | 1    | 1942-43 | CFR Turnu Severin        | |
| Din 1943 până în 1947 cupa nu s-a mai jucat din cauza celui de-al doilea război mondial. |                         |      |         |                          | |
| 11                                                                                       | Petre Steinbach         | 1    | 1947-48 | UTA Arad                 | În acest sezon a reușit eventul. Zoltán Blum și Gusztáv Juhász au contribuit la câștigarea cupei in prima parte a sezonului. |
| 12                                                                                       | Francisc Rónay          | 1    | 1948-49 | CSCA București           | |
| 13                                                                                       | Francisc Rónay          | 2    | 1950    | CCA București            | |
| 14                                                                                       | Gheorghe Popescu        | 1    | 1951    | CCA București            | |
| 15                                                                                       | Gheorghe Popescu        | 2    | 1952    | CCA București            | Primul antrenor care a reușit eventul în doi ani consecutivi.                                                                |
| 16                                                                                       | Coloman Braun-Bogdan    | 1    | 1953    | Flamura Roșie Arad       | |
| 17                                                                                       | Mihai Zsizsik           | 1    | 1954    | Metalul Reșița           | |
| 18                                                                                       | Ștefan Dobay            | 1    | 1955    | CCA București            | |
| 19                                                                                       | Camil Schertz           | 1    | 1956    | Progresul Oradea         | Progresul Oradea azi cunoscut ca Club Atletic Oradea.                                                                        |
| 20                                                                                       | Dincă Schileru          | 1    | 1957-58 | Știința Timișoara        | |
| 21                                                                                       | Iuliu Baratky           | 2    | 1958-59 | Dinamo București         | Primul antrenor care câștigă cupa României cu două echipe diferite.                                                          |
| 22                                                                                       | Augustin Botescu        | 1    | 1959-60 | Progresul București      | |
| 23                                                                                       | Ștefan Wetzer           | 1    | 1960-61 | Arieșul Turda            | |
| 24                                                                                       | Emerich Jenei           | 1    | 1961-62 | Steaua București         | |
| 25                                                                                       | Ilie Oană               | 1    | 1962-63 | Petrolul Ploiești        | |
| 26                                                                                       | Traian Ionescu          | 1    | 1963-64 | Dinamo București         | Realizează eventul. |
| 27                                                                                       | Andrei Sepci            | 1    | 1964-65 | „U” Cluj                 | |
| 28                                                                                       | Ilie Savu               | 1    | 1965-66 | Steaua București         | |
| 29                                                                                       | Ilie Savu               | 2    | 1966-67 | Steaua București         | |
| 30                                                                                       | Bazil Marian            | 1    | 1967-68 | Dinamo București         | |
| 31                                                                                       | Ștefan Kovács           | 1    | 1968-69 | Steaua București         | |
| 32                                                                                       | Ștefan Kovács           | 2    | 1969-70 | Steaua București         | |
| 33                                                                                       | Ștefan Kovacs           | 3    | 1970-71 | Steaua București         | |
| 34                                                                                       | Bazil Marian            | 2    | 1971-72 | Rapid București          | |
| 35                                                                                       | Dumitru Anescu          | 1    | 1972-73 | Chimia Râmnicu Vâlcea    | |
| 36                                                                                       | Traian Ivănescu         | 1    | 1973-74 | Jiul Petroșani           | |
| 37                                                                                       | Ion Motroc              | 1    | 1974-75 | Rapid București          | |
| 38                                                                                       | Emeric Jenei            | 2    | 1975-76 | Steaua București         | |
| 39                                                                                       | Constantin Deliu        | 1    | 1976-77 | Universitatea Craiova    | |
| 40                                                                                       | Ilie Oană               | 2    | 1977-78 | Universitatea Craiova    | |
| 41                                                                                       | Gheorghe Constantin     | 1    | 1978-79 | Steaua București         | |
| 42                                                                                       | Ion V. Ionescu          | 1    | 1979-80 | Politehnica Timișoara    | |
| 43                                                                                       | Ion Oblemenco           | 1    | 1980-81 | Universitatea Craiova    | Constantin Oțet a contribuit la câștigarea eventului.                                                                        |
| 44                                                                                       | Valentin Stănescu       | 1    | 1981-82 | Dinamo București         | |
| 45                                                                                       | Constantin Oțet         | 1    | 1982-83 | Universitatea Craiova    | |
| 46                                                                                       | Nicolae Nicușor Dumitru | 1    | 1983-84 | Dinamo București         | Câștigă eventul. |
| 47                                                                                       | Emeric Jenei            | 3    | 1984-85 | Steaua București         | |
| 48                                                                                       | Mircea Lucescu          | 1    | 1985-86 | Dinamo București         | |
| 49                                                                                       | Anghel Iordănescu       | 1    | 1986-87 | Steaua București         | |
| 50                                                                                       | Anghel Iordănescu       | 2    | 1987-88 | Steaua București         | |
| 51                                                                                       | Anghel Iordănescu       | 3    | 1988-89 | Steaua București         | Câștiga al treilea event consecutiv.                                                                                         |
| 52                                                                                       | Mircea Lucescu          | 2    | 1989-90 | Dinamo București         | Câștiga eventul. |
| 53                                                                                       | Sorin Cârțu             | 1    | 1990-91 | Universitatea Craiova    | Câștiga eventul. |
| 54                                                                                       | Victor Pițurcă          | 1    | 1991-92 | Steaua București         | |
| 55                                                                                       | Ion Oblemenco           | 2    | 1992-93 | Universitatea Craiova    | |
| 56                                                                                       | Constantin Cârstea      | 1    | 1993-94 | Gloria Bistrița          | |
| 57                                                                                       | Ion Marin               | 1    | 1994-95 | Petrolul Ploiești        | |
| 58                                                                                       | Dumitru Dumitriu        | 1    | 1995-96 | Steaua București         | |
| 59                                                                                       | Dumitru Dumitriu        | 2    | 1996-97 | Steaua București         | |
| 60                                                                                       | Mircea Lucescu          | 3    | 1997-98 | Rapid București          | |
| 61                                                                                       | Emeric Jenei            | 4    | 1998-99 | AFC Steaua București     | |
| 62                                                                                       | Cornel Dinu             | 1    | 1999-00 | Dinamo București         | |
| 63                                                                                       | Cornel Dinu             | 2    | 2000-01 | Dinamo București         | |
| 63                                                                                       | Mircea Rednic           | 1    | 2001-02 | Rapid București          | |
| 64                                                                                       | Ioan Andone             | 1    | 2002-03 | Dinamo București         | |
| 65                                                                                       | Ioan Andone             | 2    | 2003-04 | Dinamo București         | Câștiga eventul. |
| 66                                                                                       | Ioan Andone             | 3    | 2004-05 | Dinamo București         | Câștiga trei cupe consecutiv.                                                                                                |
| 67                                                                                       | Răzvan Lucescu          | 1    | 2005-06 | Rapid București          | |
| 68                                                                                       | Răzvan Lucescu          | 2    | 2006-07 | Rapid București          | |
| 69                                                                                       | Ioan Andone             | 4    | 2007-08 | CFR Cluj                 | Singurul antrenor român care a câștigat eventul cu 2 echipe diferite.                                                        |
| 70                                                                                       | Tóni Conceição          | 1    | 2008-09 | CFR Cluj                 | |
| 71                                                                                       | Andrea Mandorlini       | 1    | 2009-10 | CFR Cluj                 | Singurul antrenor care a câștigat tripla: cupa campionatul și supercupa.                                                     |
| 72                                                                                       | Gabriel Caramarin       | 1    | 2010-11 | FC Steaua București      | |
| 73                                                                                       | Dario Bonetti           | 1    | 2011-12 | Dinamo București         | |
| 74                                                                                       | Cosmin Contra           | 1    | 2012-13 | Petrolul Ploiești        | |
| 75                                                                                       | Daniel Isăilă           | 1    | 2013-14 | Astra Giurgiu            | |
| 76                                                                                       | Costel Gâlcă            | 1    | 2014-15 | FC Steaua București      | |
| 77                                                                                       | Tóni Conceição          | 2    | 2015-16 | CFR Cluj                 | |
| 78                                                                                       | Claudiu Niculescu       | 1    | 2016-17 | FC Voluntari             | |
| 79                                                                                       | Devis Mangia            | 1    | 2017-18 | CS Universitatea Craiova | |
| 80                                                                                       | Gheorghe Hagi           | 1    | 2018-19 | Viitorul Constanța       | |
| 81                                                                                       | Anton Petrea            | 1    | 2019-20 | FCSB                     | |
| 82                                                                                       | Marinos Ouzounidis      | 1    | 2020-21 | CS Universitatea Craiova | |
| 83                                                                                       | Cristiano Bergodi       | 1    | 2021-22 | Sepsi OSK                | |
| 84                                                                                       | Cristiano Bergodi       | 2    | 2022-23 | Sepsi OSK                | |
| 85                                                                                       | Florin Maxim            | 1    | 2023-24 | Corvinul Hunedoara       | |
| 86                                                                                       | Dan Petrescu            | 1    | 2024-25 | CFR Cluj                 | |

## Clasamentul antrenorilor din Cupa României
Actualizat la 24 mai 2025.
| Imagine | Antrenor                | Cupe | Anii                               | Cluburi                                  | Note |
| ------- | ----------------------- | ---- | ---------------------------------- | ---------------------------------------- | --- |
|         | Ioan Andone             | 4    | 2002–03, 2003–04, 2004–05, 2007-08 | Dinamo București(3), CFR Cluj(1)         | Singurul antrenor care a câștigat eventul cu două echipe românești diferite.                                                 |
|         | Ștefan Auer             | 3    | 1937–38, 1938–39, 1940–41          | Rapid București(3)                       | |
|         | Gheorghe Popescu I      | 3    | 1951, 1952, 1961-62                | CCA București(3)                         | |
|         | Ștefan Kovacs           | 3    | 1968–69, 1969–70, 1970-1971        | Steaua București(3)                      | A câștigat 3 cupe consecutive. Singurul antrenor care a câștigat tripla continentală și cupa intercontinentală.              |
|         | Mircea Lucescu          | 3    | 1985-86, 1989-90, 1997–98          | Dinamo București(2), Rapid București(1)  | E cel mai titrat antrenor român mai având 36 de trofee inclusiv 2 titluri în Superliga și o Supercupă a României.            |
|         | Emerich Jenei           | 3    | 1975-76, 1984-85, 1998–99          | Steaua București(3)                      | În anul 1986 a mai câștigat Cupa Campionilor Europeni ca antrenor al echipei CSA Steaua București.                           |
|         | Anghel Iordănescu       | 3    | 1986–87, 1987–88*, 1988–89         | Steaua București(3)                      | * - Inițial câștigată de Steaua, apoi acordată lui Dinamo, a rămas în final neacordată.                                      |
|         | Cristiano Bergodi       | 2    | 2021-2022, 2022–23                 | Sepsi OSK(2)                             | |
|         | Tóni Conceição          | 2    | 2008-2009, 2015-2016               | CFR Cluj(2)                              | |
|         | Răzvan Lucescu          | 2    | 2005-2006, 2006-2007               | Rapid București(2)                       | |
|         | Cornel Dinu             | 2    | 1999-2000, 2000-2001               | Dinamo București(2)                      | |
|         | Dumitru Dumitriu        | 2    | 1995-96, 1996-97                   | Steaua București(2)                      | |
|         | Ion Oblemenco           | 2    | 1980-81, 1992-93                   | Universitatea Craiova, FCU Craiova       | |
|         | Ilie Oană               | 2    | 1962-63, 1977-78                   | Petrolul Ploiești, Universitatea Craiova | |
|         | Bazil Marian            | 2    | 1967-68, 1971-72                   | Dinamo București, Rapid București        | |
|         | Ilie Savu               | 2    | 1965-66, 1966-67                   | Steaua București(2)                      | |
|         | Iuliu Baratky           | 2    | 1941-42, 1958-59                   | Rapid București, Dinamo București        | |
|         | Francisc Rónay          | 2    | 1948-49, 1950                      | CSCA București, CCA București            | |
|         | Josef Uridil            | 1    | 1933-34                            | Ripensia Timișoara                       | Primul antrenor care a câștigat Cupa României.                                                                               |
|         | Krüger                  | 1    | 1934-35                            | CFR București                            | CFR București azi FC Rapid București.                                                                                        |
|         | Eugen Konrad            | 1    | 1935-36                            | Ripensia Timișoara                       | În acest sezon a reușit eventul.                                                                                             |
|         | Kálmán Konrád           | 1    | 1936-37                            | Rapid București                          | |
|         | Alfréd Schaffer         | 1    | 1939-40                            | Rapid București                          | |
|         | ?                       | 1    | 1942-43                            | CFR Turnu Severin                        | |
|         | Petre Steinbach         | 1    | 1947-48                            | UTA Arad                                 | În acest sezon a reușit eventul. Zoltán Blum și Gusztáv Juhász au contribuit la câștigarea cupei in prima parte a sezonului. |
|         | Coloman Braun-Bogdan    | 1    | 1953                               | Flamura Roșie Arad                       | |
|         | Mihai Zsizsik           | 1    | 1954                               | Metalul Reșița                           | |
|         | Ștefan Dobay            | 1    | 1955                               | CCA București                            | |
|         | Camil Schertz           | 1    | 1956                               | Progresul Oradea                         | Progresul Oradea azi cunoscut ca Club Atletic Oradea.                                                                        |
|         | Dincă Schileru          | 1    | 1957-58                            | Știința Timișoara                        | |
|         | Augustin Botescu        | 1    | 1959-60                            | Progresul București                      | |
|         | Ștefan Wetzer           | 1    | 1960-61                            | Arieșul Turda                            | |
|         | Traian Ionescu          | 1    | 1963-64                            | Dinamo București                         | Realizează eventul. |
|         | Andrei Sepsi            | 1    | 1964-65                            | „U” Cluj                                 | |
|         | Dumitru Anescu          | 1    | 1972-73                            | Chimia Râmnicu Vâlcea                    | |
|         | Traian Ivănescu         | 1    | 1973-74                            | Jiul Petroșani                           | |
|         | Ion Motroc              | 1    | 1974-75                            | Rapid București                          | |
|         | Constantin Deliu        | 1    | 1976-77                            | Universitatea Craiova                    | |
|         | Gheorghe Constantin     | 1    | 1978-79                            | Steaua București                         | |
|         | Ion V. Ionescu          | 1    | 1979-80                            | Politehnica Timișoara                    | |
|         | Valentin Stănescu       | 1    | 1981-82                            | Dinamo București                         | |
|         | Constantin Oțet         | 1    | 1982-83                            | Universitatea Craiova                    | |
|         | Nicolae Nicușor Dumitru | 1    | 1983-84                            | Dinamo București                         | Câștigă eventul. |
|         | Sorin Cârțu             | 1    | 1990-91                            | Universitatea Craiova                    | Câștiga eventul. |
|         | Victor Pițurcă          | 1    | 1991-92                            | Steaua București                         | |
|         | Constantin Cârstea      | 1    | 1993-94                            | Gloria Bistrița                          | |
|         | Ion Marin               | 1    | 1994-95                            | Petrolul Ploiești                        | |
|         | Mircea Rednic           | 1    | 2001-02                            | Rapid București                          | |
|         | Andrea Mandorlini       | 1    | 2009-10                            | CFR Cluj                                 | Singurul antrenor care a câștigat tripla: cupa campionatul și supercupa.                                                     |
|         | Gabriel Caramarin       | 1    | 2010-11                            | FC Steaua București                      | |
|         | Dario Bonetti           | 1    | 2011-12                            | Dinamo București                         | |
|         | Cosmin Contra           | 1    | 2012-13                            | Petrolul Ploiești                        | |
|         | Daniel Isăilă           | 1    | 2013-14                            | Astra Giurgiu                            | |
|         | Costel Gâlcă            | 1    | 2014-15                            | FC Steaua București                      | |
|         | Claudiu Niculescu       | 1    | 2016-17                            | FC Voluntari                             | |
|         | Devis Mangia            | 1    | 2017-18                            | CS Universitatea Craiova                 | |
|         | Gheorghe Hagi           | 1    | 2018-19                            | Viitorul Constanța                       | |
|         | Anton Petrea            | 1    | 2019-20                            | FCSB                                     | |
|         | Marinos Ouzounidis      | 1    | 2020-21                            | CS Universitatea Craiova                 | |
|         | Florin Maxim            | 1    | 2023-24                            | Corvinul Hunedoara                       | |
|         | Dan Petrescu            | 1    | 2024-25                            | CFR Cluj                                 | |